# Hishimonus
Hishimonus är ett släkte av insekter. Hishimonus ingår i familjen dvärgstritar.

## Dottertaxa tillHishimonus, i alfabetisk ordning[1]
- Hishimonus aberrans
- Hishimonus alstoni
- Hishimonus amabilis
- Hishimonus angulatus
- Hishimonus apricus
- Hishimonus arcuatus
- Hishimonus bakeri
- Hishimonus biuncinatus
- Hishimonus bucephalus
- Hishimonus callisto
- Hishimonus compactus
- Hishimonus concavus
- Hishimonus dichotomous
- Hishimonus digrediens
- Hishimonus discigutta
- Hishimonus dividens
- Hishimonus eminens
- Hishimonus expansivus
- Hishimonus festivus
- Hishimonus fuscomaculatus
- Hishimonus hamatus
- Hishimonus indicus
- Hishimonus lamellatus
- Hishimonus lindbergi
- Hishimonus mayarami
- Hishimonus nielsoni
- Hishimonus obscurus
- Hishimonus prolongatus
- Hishimonus pronus
- Hishimonus rectus
- Hishimonus reflexus
- Hishimonus sonapaharensis
- Hishimonus spiniferous
- Hishimonus subtilis
- Hishimonus tortuosus
- Hishimonus truncatus
- Hishimonus ventralis
- Hishimonus versicolor
- Hishimonus viraktamathi